# Derrington-Francis
Derrington-Francis Racing Team foi uma construtora de Fórmula 1 do Reino Unido, fundada por Alf Francis e Vic Derrington.
Disputou apenas um Grande Prêmio em sua história: o GP da Itália de 1964, com o nome Derrington-Francis ATS featured a spaceframe chassis, a short wheelbase and square-shaped aluminium body panels. e utilizando um ATS 100 da Automobili Turismo e Sport (que encerrara suas atividades em 1963), tendo como piloto o português Mário de Araújo Cabral. Ele abandonou a prova depois de problemas na ignição de seu carro.